# Carex submollicula
Carex submollicula är en halvgräsart som beskrevs av Tang, Fa Tsuan Wang och Lun Kai Dai. Carex submollicula ingår i släktet starrar, och familjen halvgräs. Inga underarter finns listade i Catalogue of Life.